# Spiele der kleinen Staaten von Europa 2013
| XV. Spiele der kleinen Staaten von Europa | XV. Spiele der kleinen Staaten von Europa |
| ----------------------------------------- | ----------------------------------------- |
| Ausrichtendes Land                        | Luxemburg                                 |
| Teilnehmende Nationen                     | 9                                         |
| Eröffnung                                 | 27. Mai 2013                              |
| Schlussfeier                              | 1. Juni 2013                              |

| Medaillenspiegel | Medaillenspiegel | Medaillenspiegel | Medaillenspiegel | Medaillenspiegel | Medaillenspiegel |
| Platz            | Land             | Gold             | Silber           | Bronze           | Gesamt           |
| ---------------- | ---------------- | ---------------- | ---------------- | ---------------- | ---------------- |
| 1                | Luxemburg        | 37               | 38               | 30               | 105              |
| 2                | Island           | 28               | 29               | 29               | 86               |
| 3                | Zypern           | 27               | 17               | 23               | 67               |
| 4                | Liechtenstein    | 10               | 16               | 8                | 34               |
| 5                | Montenegro       | 9                | 0                | 2                | 11               |
| 6                | Monaco           | 8                | 10               | 11               | 29               |
| 7                | Malta            | 2                | 10               | 13               | 25               |
| 8                | Andorra          | 2                | 1                | 3                | 6                |
| 9                | San Marino       | 1                | 4                | 6                | 11               |

Die Spiele der kleinen Staaten von Europa 2013 fanden vom 27. Mai bis zum 1. Juni 2013 in Luxemburg statt. Das Motto der Spiele lautete „Are you ready for the games?“ (Sind Sie bereit für die Spiele?). Die Eröffnungs- und Abschlussfeier fand im Josy-Barthel-Stadion statt. 

## Sportarten
| - Leichtathletik - Basketball - Radsport - Turnen - Judo - Schwimmen - Tennis - Tischtennis - Schießen - Volleyball/Beachvolleyball |

## Wettkampfstätten
| Sportart       | Wettkampfstätte                        | Ort                      |
| -------------- | -------------------------------------- | ------------------------ |
| Leichtathletik | Josy-Barthel-Stadion                   | Luxemburg                |
| Basketball     | D’Coque, Kirchberg-Plateau             | Luxemburg                |
| Radsport       | Zessingen/Hesperingen                  | Luxemburg / Hesperingen  |
| Turnen         | Hall Sportif Belair                    | Luxemburg                |
| Judo           | Tramsschapp, Limpertsberg              | Luxemburg                |
| Schwimmen      | D’Coque, Kirchberg-Plateau             | Luxemburg                |
| Tennis         | Tennis Club des Arquebusiers, Belair   | Luxemburg                |
| Tischtennis    | D’Coque, Kirchberg-Plateau             | Luxemburg                |
| Schießen       | Tramsschapp, Limpertsberg/Differdingen | Luxemburg / Differdingen |
| Volleyball     | D’Coque, Kirchberg-Plateau             | Luxemburg                |

## Zeitplan
Legende zum nachfolgend dargestellten Wettkampfprogramm:
|  | Eröffnungs- und Abschlusszeremonie |  | Qualifikationswettkämpfe | ? | Finalentscheidungen |

Letzte Spalte: Gesamtanzahl der Entscheidungen in den einzelnen Sportarten
| Eröffnungsfeier         |     |     |     |     |     |    |        |
| Leichtathletik          |     | 10  |     | 13  |     | 13 | 36     |
| Basketball              |     |     |     |     |     | 2  | 2      |
| Radsport                |     | 2   |     | 2   | 2   |    | 6      |
| Turnen                  |     | 2   |     | 10  |     |    | 12     |
| Judo                    |     | 10  |     | 6   |     |    | 16     |
| Schwimmen               |     | 8   | 10  | 8   | 6   |    | 32     |
| Tennis                  |     |     |     |     | 3   | 2  | 5      |
| Tischtennis             |     |     | 1   | 1   |     | 2  | 4      |
| Schießen                |     |     | 3   |     | 2   |    | 5      |
| Volleyball              |     |     |     |     |     | 4  | 4      |
| Abschluss               |     |     |     |     |     |    |        |
| Medaillenentscheidungen |     | 32  | 14  | 40  | 13  | 23 | 122    |
| Mai/Juni                | 27. | 28. | 29. | 30. | 31. | 1. |        |
|                         | Mo  | Di  | Mi  | Do  | Fr  | Sa | Gesamt |